# Bert Eikelboom
Bernardus Cornelis (Bert) Eikelboom (Weesp, 4 januari 1947 − Bilthoven, 24 augustus 2018) was een Nederlands hoogleraar vaat- en transplantatiechirurgie aan de Universiteit Utrecht.

## Biografie
Eikelboom was een zoon van huisarts Gerhard Eikelboom (1909-1993) en Catharina Jacoba van Leeuwen (1913-2001). Na het behalen van het gymnasiumdiploma aan het Hilversums gemeentelijk gymnasium studeerde hij geneeskunde te Utrecht, waarna hij te Leiden op 18 juni 1981 promoveerde op Evaluation of carotid artery disease and potential collateral circulation by ocular pneumoplethysmography. Vervolgens werd hij arts, later chirurg bij het Sint Antonius Ziekenhuis te Nieuwegein. Per 1 april 1991 werd hij benoemd tot gewoon hoogleraar vaat- en transplantatiechirurgie aan de Universiteit Utrecht. Zijn oratie hield hij op 28 november 1991 onder de titel Vervagende grenzen. Per 1 januari 2002 eindigde zijn hoogleraarschap.
Eikelboom was  medeoprichter en voorzitter van Nederlandse Vereniging voor Vaatchirurgie en medeoprichter, voorzitter en erelid van de in 1987 opgerichte Europese Vereniging voor Vaatchirurgie. Hij was officier in de Orde van Oranje-Nassau.
Prof. dr. B.C. Eikelboom overleed in 2018 op 71-jarige leeftijd. Hij was in 1976 getrouwd met Walda Nagel, dochter van Johan Justus Hendrik Nagel (1912-1984), directeur en lid van de Raad van Bestuur van Unilever, en Ida Maria Arntzenius (1916-2012), telg uit het geslacht Arntzenius, met wie hij verscheidene kinderen kreeg.